# Tomba di Askia
La tomba di Askia è un monumento funebre del XV secolo situato nella regione di Gao, in Mali, dichiarato patrimonio dell'umanità dall'UNESCO. Si ritiene che sia il luogo di sepoltura del primo imperatore Songhai, Askia Mohammad I.
L'UNESCO descrive la tomba come un ottimo esempio delle costruzioni monumentali in fango tradizionali nel Sahel (in Africa occidentale). Il complesso include una tomba piramidale, due moschee, un cimitero e una spianata che li raccoglie. Con i suoi 17 metri d'altezza, la tomba è il più imponente monumento dell'architettura precoloniale nella regione. È anche il più antico esempio di architettura di stile islamico, che in seguito si diffuse nella regione, e un esempio di come si siano fusi nell'architettura Islam e Nordafrica.
La tomba risente probabilmente anche dall'influsso stilistico del minareto della moschea di Agadez, costruita intorno al 1520 da Zakariya Abdullah.
Fra gli anni sessanta e la prima metà del decennio successivo è stato realizzato un ampliamento degli edifici della moschea, e nel 1999 è stato costruito un muro che circonda il sito. Nei secoli le sue strutture sono state sottoposte a manutenzione regolare tramite applicazioni di fango essenziali per la sua sopravvivenza. L'elettricità è stata introdotta nei primi anni del secolo ed ha permesso di installare luci e potenti altoparlanti.
La tomba di Askia è usata regolarmente come moschea e centro culturale per la città di Gao. Il sito e la zona circostante sono protetti dalle leggi nazionali e locali.